# 崆峒山古建筑群
崆峒山古建築群為位於中國甘肅省平涼市崆峒區的崆峒山的古建築群。

## 概况
崆峒山古建筑群位于甘肃省平凉市崆峒区内，依山势分布在崆峒山上，分为舒华寺、隍城和雷声峰三部分。2013年3约，崆峒寺古建筑群被列入第七批全国重点文物保护单位名录中。

## 舒华寺
凌空塔：舒华寺内的凌空塔，高30米，为一座七级八面阁楼式砖塔。塔底层周长32米，始建于宋朝，明万历年间维修。